# Роминешть (Долж)
Роминешть, Роминешті (рум. Românești) — село у повіті Долж в Румунії. Входить до складу комуни Шимніку-де-Сус.
Село розташоване на відстані 183 км на захід від Бухареста, 8 км на північ від Крайови.

## Населення
За даними перепису населення 2002 року у селі проживали 180 осіб, усі — румуни. Усі жителі села рідною мовою назвали румунську.